# Yoshiko Kuga
Yoshiko Kuga (久我 美子, Kuga Yoshiko), née le 21 janvier 1931 à Ushigome et morte le 9 juin 2024, est une actrice japonaise.

## Biographie
Yoshiko Kuga, née Haruko Koga à Tokyo, est la fille de Michiaki Koga (久我通顕), un marquis membre de la Chambre des pairs du Japon. En 1946, elle devient actrice avec un contrat d'exclusivité avec la Tōhō.
En 1961, elle épouse Akihiko Hirata. Ils resteront mariés jusqu'à la mort d'Hirata en 1984.
Yoshiko Kuga a tourné dans près de cent films entre 1947 et 2000.

## Filmographie partielle

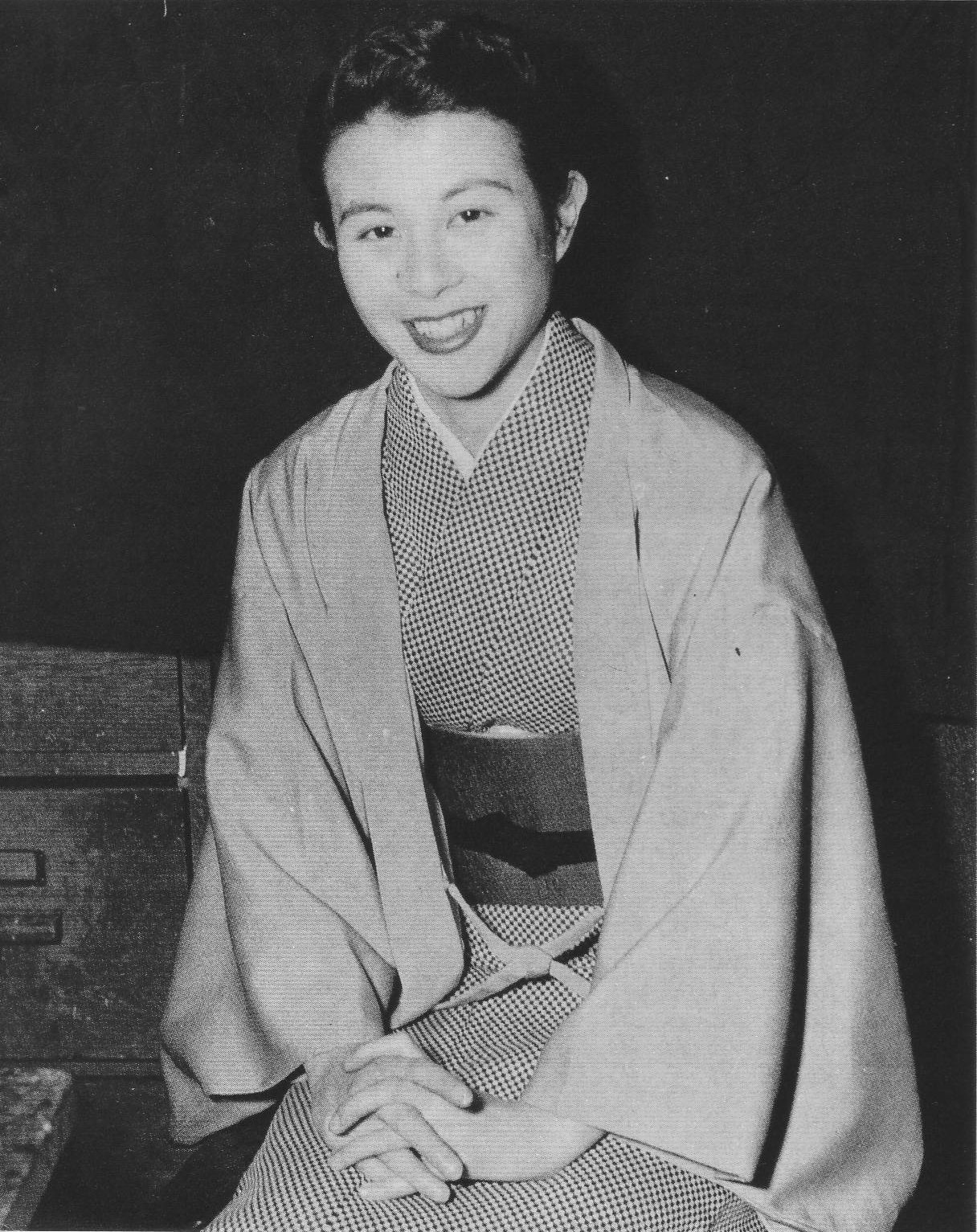
Yoshiko Kuga en 1953.

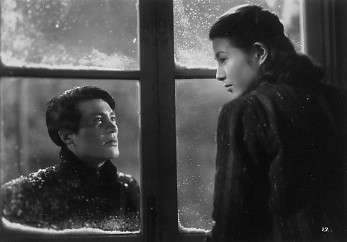
Eiji Okada et Yoshiko Kuga dans Quand nous nous reverrons... (1950).

Yoshiko Kuga et Keiji Sada dans Bonjour (1959).

- 1947 : Quatre histoires d'amour (四つの恋の物語 第一話 初恋, Yottsu no koi no monogatari?), 1er segment de Shirō Toyoda
- 1947 : L’Éveil du printemps (春のめざめ, Haru no mezame?) de Mikio Naruse
- 1948 : L'Ange ivre (酔いどれ天使, Yoidore tenshi?) d'Akira Kurosawa
- 1949 : La Mauvaise Fille (不良少女, Furyō shōjo?) de Mikio Naruse
- 1950 : Le Destin de madame Yuki (雪夫人絵図, Yuki fujin ezu?) de Kenji Mizoguchi
- 1950 : Quand nous nous reverrons... (また逢う日まで, Mata au hi made?) de Tadashi Imai
- 1951 : L'Idiot (白痴, Hakuchi?) d'Akira Kurosawa
- 1953 : Eaux troubles (にごりえ, Nigorie?) de Tadashi Imai
- 1953 : Frère aîné, sœur cadette (あにいもうと, Ani imōto?) de Mikio Naruse
- 1953 : Lettre d'amour (恋文, Koibumi?) de Kinuyo Tanaka
- 1954 : Shinzō yaburi no oka (心臓破りの丘?) de Keigo Kimura
- 1954 : Le Jardin des femmes (女の園, Onna no sono?) de Keisuke Kinoshita
- 1954 : Kaze tachinu (風立ちぬ?) de Kōji Shima
- 1954 : Une femme dont on parle (噂の女, Uwasa no onna?) de Kenji Mizoguchi
- 1954 : Aku no tanoshisa (悪の愉しさ?) de Yasuki Chiba
- 1954 : Le Milliardaire (億万長者, Okuman chōja?) de Kon Ichikawa
- 1954 : Quelque part sous le ciel immense (この広い空のどこかに, Kono hiroi sora no dokoka ni?) de Masaki Kobayashi
- 1954 : Niisan no aijō (兄さんの愛情?) de Nobuo Nakagawa et Seiji Maruyama
- 1955 : Le Héros sacrilège (新・平家物語, Shin heike monogatari?) de Kenji Mizoguchi
- 1955 : Asunaro monogatari (あすなろ物語?) de Hiromichi Horikawa
- 1956 : Nuages au crépuscule (夕やけ雲, Yūyake-gumo?) de Keisuke Kinoshita
- 1956 : Le Soleil et la Rose (太陽とバラ, Taiyō to bara?) de Keisuke Kinoshita
- 1956 : Jōshū to tomo ni (女囚と共に?) de Seiji Hisamatsu
- 1957 : Élégie du Nord (晩歌, Banka?) de Heinosuke Gosho
- 1957 : Le Corbeau jaune (黄色いからす, Kiiroi karasu?) de Heinosuke Gosho
- 1958 : Onna de aru koto (女であること?) de Yūzō Kawashima
- 1958 : Fleurs d'équinoxe (彼岸花, Higanbana?) de Yasujirō Ozu
- 1959 : Bonjour (お早う, Ohayo?) de Yasujirō Ozu
- 1960 : Contes cruels de la jeunesse (青春残酷物語, Seishun zankoku monogatari?) de Nagisa Ōshima
- 1989 : Godzilla vs Biollante (ゴジラvsビオランテ, Gojira tai Biorante?) de Kazuki Ōmori
- 1991 : L'Incapable (無能の人, Munō no hito?) de Naoto Takenaka
- 1997 : Toki o kakeru shōjo (時をかける少女?) de Haruki Kadokawa

## Distinctions
- 1955 : prix Mainichi du meilleur second rôle féminin pour Le Jardin des femmes, Quelque part sous le ciel immense, Aku no tanoshisa et Le Milliardaire[4]
- 1957 : prix Blue Ribbon du meilleur second rôle féminin pour Nuages au soleil couchant, Le Soleil et la rose et Jōshū to tomo ni[5]
- 1995 : prix Kinuyo Tanaka[6],[7]